# Mycetophila penai
Mycetophila penai är en tvåvingeart som beskrevs av Duret 1981. Mycetophila penai ingår i släktet Mycetophila och familjen svampmyggor. Inga underarter finns listade i Catalogue of Life.